# Ponikvica
Ponikvica (cyr. Пониквица) – wieś w Czarnogórze, w gminie Nikšić. W 2011 roku liczyła 28 mieszkańców.